# Ixora pilosa
Ixora pilosa är en måreväxtart som beskrevs av Elmer Drew Merrill. Ixora pilosa ingår i släktet Ixora och familjen måreväxter. Inga underarter finns listade i Catalogue of Life.